# دیمیترا کونتو
دیمیترا کونتو (انگلیسی: Dimitra Kontou؛ زادهٔ ۲۳ سپتامبر ۲۰۰۵) قایقران روئینگ زن اهل یونان است.
وی در مسابقات کشوری و بین‌المللی در مجموع برندهٔ ۲ مدال طلا، ۲ مدال نقره، ۱ مدال برنز شده است.